# Detector de bordas de Canny
Desenvolvido por John F. Canny em 1986 o detector de bordas de Canny utiliza um algoritmo multi-estágios para detectar uma ampla margem de bordas na imagem. Canny também desenvolveu uma teoria computacional sobre detecção de bordas explicando porque as técnicas funcionam.

## O Detector de Bordas Ideal
John Canny propôs que o detector de bordas ótimo deveria respeitar os seguintes parâmetros:
- Boa Detecção - O algoritmo deve ser capaz de identificar todas as bordas possíveis na imagem.
- Boa Localização - As bordas encontradas devem estar o mais próximo possível das bordas da imagem original.
- Resposta Mínima - Cada borda da imagem deve ser marcada apenas uma vez. O ruído da imagem não deve criar falsas bordas.

Para satisfazer tais condições, Canny utilizou um cálculo de variações, visando encontrar uma função que otimizasse o funcional desejado. A função ideal para o detector de Canny é descrito pela soma de quatro termos de exponenciais, que pode ser aproximada pela primeira derivada de uma gaussiana.